# Roeville (Florida)
Roeville es un lugar designado por el censo ubicado en el condado de Santa Rosa en el estado estadounidense de Florida. En el Censo de 2010 tenía una población de 608 habitantes y una densidad poblacional de 51,24 personas por km².

## Geografía
Roeville se encuentra ubicado en las coordenadas 30°40′54″N 86°59′44″O / 30.68167, -86.99556. Según la Oficina del Censo de los Estados Unidos, Roeville tiene una superficie total de 11.86 km², de la cual 11.84 km² corresponden a tierra firme y (0.24%) 0.03 km² es agua.

## Demografía
Según el censo de 2010, había 608 personas residiendo en Roeville. La densidad de población era de 51,24 hab./km². De los 608 habitantes, Roeville estaba compuesto por el 93.91% blancos, el 1.32% eran afroamericanos, el 0.49% eran amerindios, el 2.3% eran asiáticos, el 0% eran isleños del Pacífico, el 0.82% eran de otras razas y el 1.15% pertenecían a dos o más razas. Del total de la población el 1.81% eran hispanos o latinos de cualquier raza.